# USS ABSD-5
L' USS ABSD-5, plus tard rebaptisé AFDB-5, était un grand dock flottant auxiliaire à neuf sections, non automoteur, de l'US Navy. Advance Base Sectional Dock-5 (Auxiliary Floating Dock Big-5) a été construit en sections en 1943 et 1944 par la Chicago Bridge & Iron Company à Morgan City, en Louisiane, pendant la Seconde Guerre mondiale. Avec les neuf sections jointes, il mesurait 251 m de long, 8,50 m de profondeur (de la quille au pont du puits) et avec une largeur intérieure libre de 40,50 m. ABSD-5 avait deux grues mobiles d'une capacité de 15 tonnes avec un rayon de 25,90 m et deux barges de soutien ou plus. Les deux parois latérales sont rabattues pendant le remorquage pour réduire la résistance au vent et abaisser le centre de gravité. ABSD-5 avait six cabestans pour la traction. Il y avait également quatre compartiments de ballast dans chaque section.

## Seconde Guerre mondiale
En mai 1945, l'Auxiliary floating drydock ABSD-5 a commencé à réparer des navires sur le théâtre de guerre Asie-Pacifique. Il était stationné sur Manicani Island (en), une petite île du golfe de Leyte aux Philippines, près de Guiuan, Samar oriental. ABSD-5 a quitté La Nouvelle-Orléans, Louisiane le 18 novembre 1944, arrivant au canal de Panama le 29 novembre 1944. Une section a été remorquée avec le remorqueur océanique St. Simon de la War Shipping Administration et une autre section a été remorquée par l'USS Undaunted (ATA-199). Après avoir traversé l'océan Pacifique en convois, les neuf sections arrivent à Leyte le 24 février 1945, l'assemblage étant terminé en mai 1945. Les détachements 1055 et 1053 du bataillon de construction navale ont réalisé l'assemblage.
L'USS ABSD-5 a réparé les grands navires de l'US Navy et de la Royal Navy pendant la Seconde Guerre mondiale. Capable de soulever 90 000 tonnes, ABSD-5 pouvait soulever de gros navires, comme des porte-avions, des cuirassés, des croiseurs et de grands navires auxiliaires, hors de l'eau pour réparation sous la ligne de flottaison du navire et pouvait également être utilisé pour réparer plusieurs petits navires en même temps. Les navires utilisés en permanence pendant la guerre doivent être réparés à la fois contre l'usure et contre les dommages de guerre causés par les mines navales et les torpilles. Les gouvernails et les hélices sont mieux entretenus sur les cales sèches. Sans ABSD-5 et ses navires jumeaux, dans des endroits éloignés, des mois pourraient être perdus dans un navire retournant à un port d'attache pour réparation. ABSD-5 avait des provisions pour l'équipe de réparation, comme des lits superposés, des repas et de la lessive. L'USS ABSD-4 avait des centrales électriques, des pompes de ballast, des ateliers de réparation, des ateliers d'usinage et des réfectoires pour être autonomes. ABSD-2 disposait de deux grues mobiles sur rail capables de soulever des tonnes de matériaux et de pièces pour retirer les pièces endommagées et installer de nouvelles pièces. L'USS Audubon (en) (APA-149), un transport d'attaque de classe Haskell réparé en août 1945, est l'un des nombreux navires réparés dans ABSD-5 comme l'USS Mississippi (BB-41). En raison du tirant d'eau de 30 pieds (9,1 m) du Mississippi à pleine charge, le cuirassé a dû décharger une grande partie de ses munitions et de son mazout avant d'entrer dans lAFDB-5. L'USS Mount Olympus (en), un navire de commandement de la force amphibie, a été réparé en août 1945 et le cargo aide USS Alcona (en) a été réparé en novembre 1945. L'USS Indianapolis (CA-35) a été réparé en août 1945. Le 15 octobre 1945, l'USS Ashland (LSD-1) (en) est entré dans AFDB-5 pour des réparations. Pour que l'équipage puisse vivre dans la marine, il y avait des navires de caserne appelés APL, qui accostent à côté de l'AFDB-5. En septembre 1945, l'USS Artisan (ABSD-1), qui opérait à la base navale d'Espiritu Santo dans les Nouvelles-Hébrides, commença à réparer des navires sur l'île de Manicani avec lABSD-5. Les sections de l'USS Artisan (ABSD-1) avaient commencé à arriver sur l'île de Manicani en juillet 1945.

## Après la guerre
Après la guerre, ABSD-5 a été reclassé AFDB-5, en avril 1946. AFDB-5 a été démonté et remorqué jusqu'à Sabine River à la Naval Air Station de Port Arthur au Texas en 1984. AFDB-5 a été désinscrit du Naval Vessel Register le 12 janvier 1984, et a été mis au rebut en 1997.

## Décoration
- American Campaign Medal
- Asiatic-Pacific Campaign Medal
- World War II Victory Medal

## Galerie

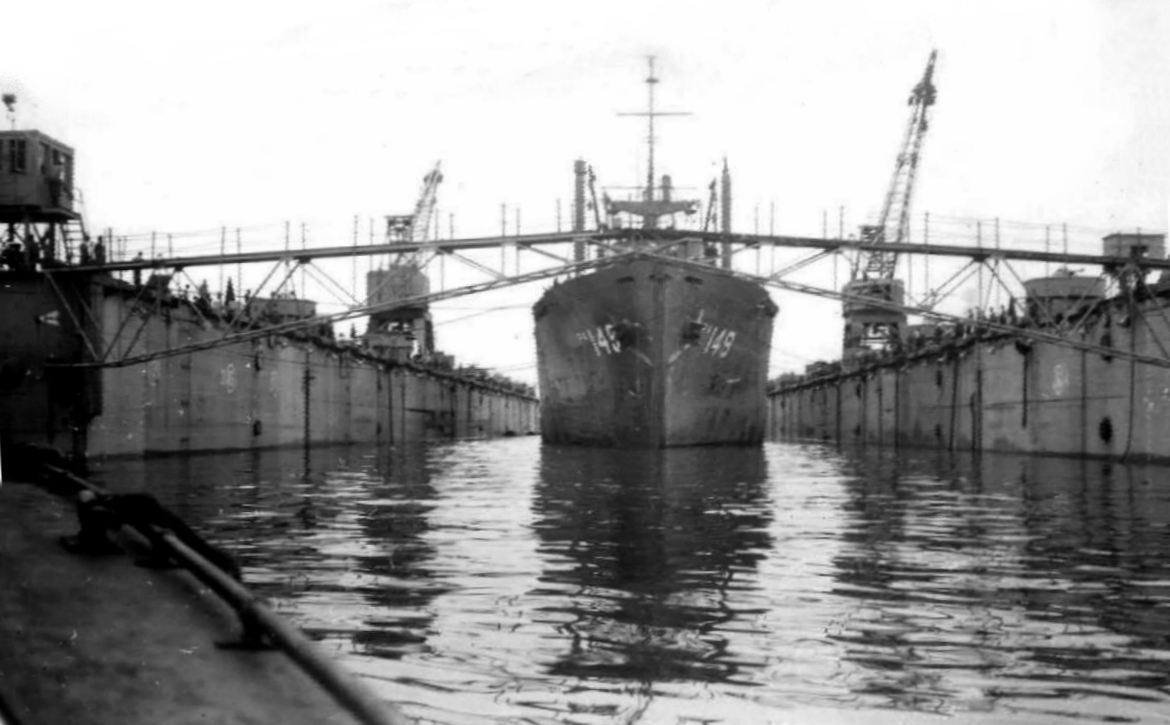
L'USS Audubon sur le ABSD-5 en août 1945.

### Liens connexes
- Liste des navires auxiliaires de l'United States Navy
- Base navale d'Espiritu Santo
- USS Artisan (ABSD-1)